# Аню
Аню (на френски: Hannut) е град в Югоизточна Белгия, окръг Уарем на провинция Лиеж. Населението му е около 14 300 души (2006).